# Swedish Solar Telescope
Das Swedish Solar Telescope (kurz SST) ist ein Fernrohr zur Sonnenbeobachtung mit einer Öffnung von einem Meter Durchmesser. Es befindet sich im Roque-de-los-Muchachos-Observatorium auf La Palma. Es wird vom Institute for Solar Physics der Königlich Schwedischen Akademie der Wissenschaften betrieben.
Das Teleskop hat eine Öffnungsweite von 98 cm. Damit ist es nach dem 1895 gebauten Yerkes-Refraktor das zweitgrößte Linsenfernrohr der Welt. Ein technisches Problem, das die Nutzung des Fernrohrs von Yerkes und anderer großer Teleskope einschränkt, ist die Verformung unter ihrem eigenen Gewicht. Beim SST wird diese Störung minimiert, indem das eigentliche Teleskop senkrecht stehend in einem Turm fest eingebaut ist. Am Dach des etwa 30 m hohen Gebäudes wird das Sonnenlicht über einen der Bewegung der Sonne nachgeführten Zölostaten ins Innere des Turmteleskops geleitet.
Das Innere des Teleskops wird durch die Sonnenstrahlung erwärmt. Eine sich daraus ergebende Konvektion der Luft im Innern des Fernrohrs würde die Auflösung beeinträchtigen. Um diese Beschränkung zu umgehen, ist der Tubus des SST  evakuiert.
Das Teleskop ist mit einer adaptiven Optik ausgestattet, welche das Bild der Sonne 1000 mal pro Sekunde analysiert, um die Luftunruhe in der Atmosphäre auszugleichen. Die Steuerung der adaptiven Optik stellt eine besondere Herausforderung dar. Bei der Beobachtung des Nachthimmels können Fixsterne, oder ein künstlicher Stern als Referenz verwendet werden. Am Tag werden diese jedoch überstrahlt. Daher dienen für die Sonnenbeobachtung Details der Photosphäre der Sonne als Vergleichsbild. Anders als Sterne ist deren Bild nicht punktförmig. Außerdem sind sie nicht völlig stationär. Daher wird das gesamte Bild der Sonne für die Berechnung der Korrekturen durch die adaptive Optik herangezogen. Diese Technik wurde erstmals  am Sacramento Peak Solar Observatory in den USA angewandt und für das Vorgängerteleskop des SST weiterentwickelt.